# Antonio Fernando de Souza
Antonio Fernando Barros e Silva de Souza (Fortaleza, 30 de setembro de 1948) é um jurista brasileiro. Foi o procurador-geral da República do Brasil de 2005 a 2009.
Ganhou notoriedade quando denunciou diversos membros do Governo Lula após o Escândalo do Mensalão. O grupo denunciado foi chamado por ele de "quadrilha", sendo acusados de diversos crimes, como corrupção ativa, formação de quadrilha e crimes contra o mercado financeiro. Dentre os denunciados estavam membros poderosos do governo, como José Dirceu, José Genoino, Delúbio Soares, Silvio Pereira, entre outros.
Aposentado do Ministério Público Federal, atualmente é advogado.

## Biografia

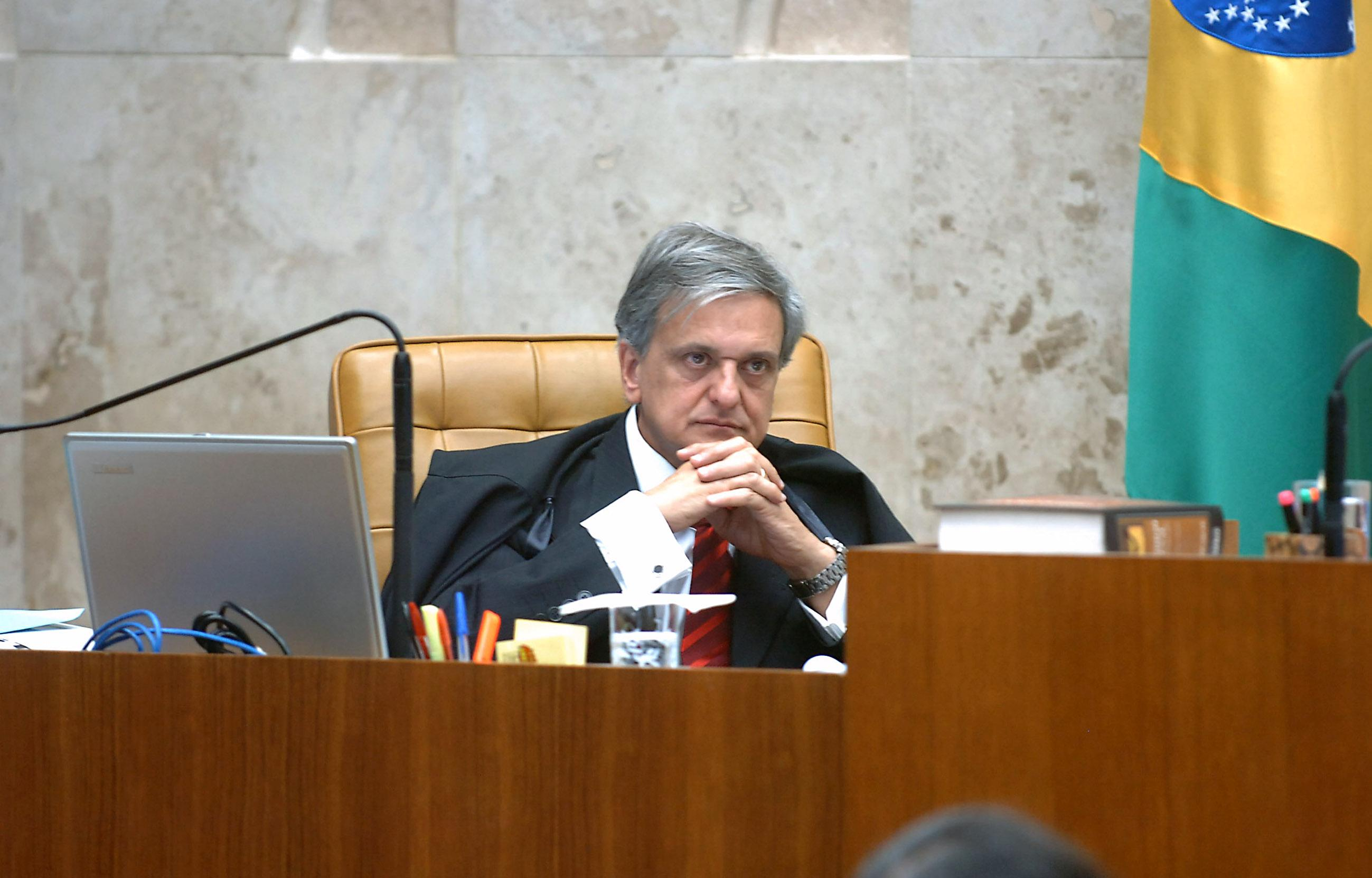
Antonio Fernandes em 27 de agosto de 2007, durante o julgamento do Mensalão.

Nasceu em 30 de setembro de 1948 em Fortaleza, no Ceará. É filho de Levy Souza e Maria Letícia Barros e Silva de Souza. Apesar de cearense, sua trajetória profissional se deu no estado do Paraná.
Em 1969 ingressou na Faculdade de Direito da Universidade Federal do Paraná (UFPR). De 1970 a 1971 participou do curso de estagiários do Ministério Público, promovido pelo Ministério Público do Paraná. Em 1 de março de 1972 se graduou em direito pela UFPR. Ainda em 1972 fez um curso de especialização para ingresso na magistratura, patrocinado pelo Tribunal de Justiça do Estado do Paraná, e um curso de aperfeiçoamento em Direito Processual Civil, promovido pela UFPR. Em 18 de março de 1975, foi empossado como procurador da República de 3ª categoria. De novembro de 1985 a fevereiro de 1989 foi procurador-chefe da República no estado do Paraná. Em 1984 ingressou no curso de mestrado na UFPR, pedindo para se desligar em 1989.
Já aposentado, teria vencido um contrato com a Brasil Telecom, controlada pelo banqueiro Daniel Dantas.